# Domžale Tigers 2019
Questa voce raccoglie le informazioni riguardanti i Domžale Tigers nelle competizioni ufficiali della stagione 2019.

## 1. Slovenska liga ameriškega nogometa 2019

### Stagione regolare
| Maribor 21 settembre 2019, ore 13:30 | Domžale Tigers | 22 – 6 | Alp Devils | Športni Park Tabor |

| Rateče 28 settembre 2019 | Domžale Tigers | 26 – 8 | Maribor Generals | Nordijski center Planica |

| Bakovci 12 ottobre 2019 | Murska Sobota Storks | 0 – 32 | Domžale Tigers | Nogometni Stadion |

### Playoff
| Domžale 23 novembre 2019, ore 19:00 | Domžale Tigers | 30 – 7 | Maribor Generals | Športni Park |

## AFL - Division II 2019

### Stagione regolare
| Voitsberg 23 marzo 2019, ore 15:00 | Styrian Hurricanes | 6 – 27 (0-0 6-6 0-8 0-13) referto | Domžale Tigers | Hans Blümel Stadion |

| Domžale 31 marzo 2019, ore 15:00 | Domžale Tigers | 24 – 0 (6-0 12-0 0-0 6-0) referto | Graz Giants 2 | Športni Park (250 spett.) |

| Hallein 13 aprile 2019, ore 14:00 | Salzburg Ducks | 27 – 13 (0-0 20-0 0-7 7-6) referto | Domžale Tigers | Universitäts und Landessportzentrum Salzburg/Rif |

| Domžale 22 aprile 2019, ore 15:00 | Domžale Tigers | 50 – 34 (14-6 6-6 22-22 8-0) referto | Maribor Generals | Športni Park |

| Domžale 19 maggio 2019, ore 15:00 | Domžale Tigers | 10 – 6 (0-3 0-3 3-0 7-0) referto | Styrian Hurricanes | Športni Park |

| Graz 2 giugno 2019, ore 15:00 | Graz Giants 2 | 14 – 40 (7-0 7-7 0-19 0-14) referto | Domžale Tigers | Stadion Eggenberg |

| Domžale 9 giugno 2019, ore 15:00 | Domžale Tigers | 26 – 56 (0-14 14-14 0-14 12-14) referto | Salzburg Ducks | Športni Park |

| Maribor 23 giugno 2019, ore 15:00 | Maribor Generals | 7 – 53 (0-24 7-29 0-0 0-0) referto | Domžale Tigers | Športni Park Tabor |

### Playoff
| 6 luglio 2019, ore 19:30 | Znojmo Knights | 39 – 0 (3-0 10-0 20-0 6-0) referto | Domžale Tigers |  |

## Statistiche di squadra
| Competizione      | %Vittorie | In casa | In casa | In casa | In casa | In casa | In casa | In trasferta | In trasferta | In trasferta | In trasferta | In trasferta | In trasferta | Totale | Totale | Totale | Totale | Totale | Totale |
| Competizione      | %Vittorie | G       | V       | N       | P       | Pf      | Ps      | G            | V            | N            | P            | Pf           | Ps           | G      | V      | N      | P      | Pf     | Ps     |
| ----------------- | --------- | ------- | ------- | ------- | ------- | ------- | ------- | ------------ | ------------ | ------------ | ------------ | ------------ | ------------ | ------ | ------ | ------ | ------ | ------ | ------ |
| Stagione regolare | 1.000     | 2       | 2       | 0       | 0       | 48      | 14      | 1            | 1            | 0            | 0            | 32           | 0            | 3      | 3      | 0      | 0      | 80     | 14     |
| Playoff           | 1.000     | 1       | 1       | 0       | 0       | 30      | 7       | 0            | 0            | 0            | 0            | 0            | 0            | 1      | 1      | 0      | 0      | 30     | 7      |
| Stagione regolare | .750      | 4       | 3       | 0       | 1       | 110     | 96      | 4            | 3            | 0            | 1            | 133          | 84           | 8      | 6      | 0      | 2      | 243    | 150    |
| Playoff           | .000      | 0       | 0       | 0       | 0       | 0       | 0       | 1            | 0            | 0            | 1            | 0            | 39           | 1      | 0      | 0      | 1      | 0      | 39     |
| Totale            | .769      | 7       | 6       | 0       | 1       | 188     | 117     | 6            | 4            | 0            | 2            | 165          | 123          | 13     | 10     | 0      | 3      | 353    | 210    |